# Санта-Барбара-д’Уэсти
Санта-Барбара-д’Уэсти (порт. Santa Bárbara d'Oeste)  —  муниципалитет в Бразилии, входит в штат Сан-Паулу. Составная часть мезорегиона Кампинас. Находится в составе крупной городской агломерации Агломерация Кампинас. Входит в экономико-статистический  микрорегион Кампинас. Население составляет 184 318 человек на 2007 год. Занимает площадь 271,492 км². Плотность населения — 694,0 чел./км².
Праздник города —  4 декабря.

## История
Город основан в 1818 году.

## Статистика
- Валовой внутренний продукт на 2005 составляет 2 513 221 000,00 реалов (данные: Бразильский институт географии и статистики).
- Валовой внутренний продукт на душу населения на 2005 составляет 13 539 реалов (данные: Бразильский институт географии и статистики).
- Индекс развития человеческого потенциала на 2000 составляет 0,819 (данные: Программа развития ООН).

## География
Климат местности: горный тропический. В соответствии с классификацией Кёппена, климат относится к категории Cwa.

## Галерея

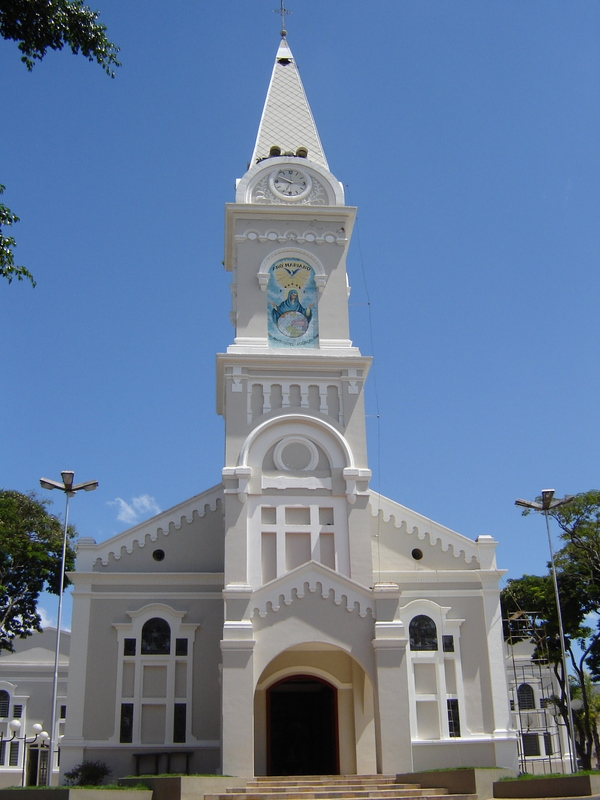
Собор
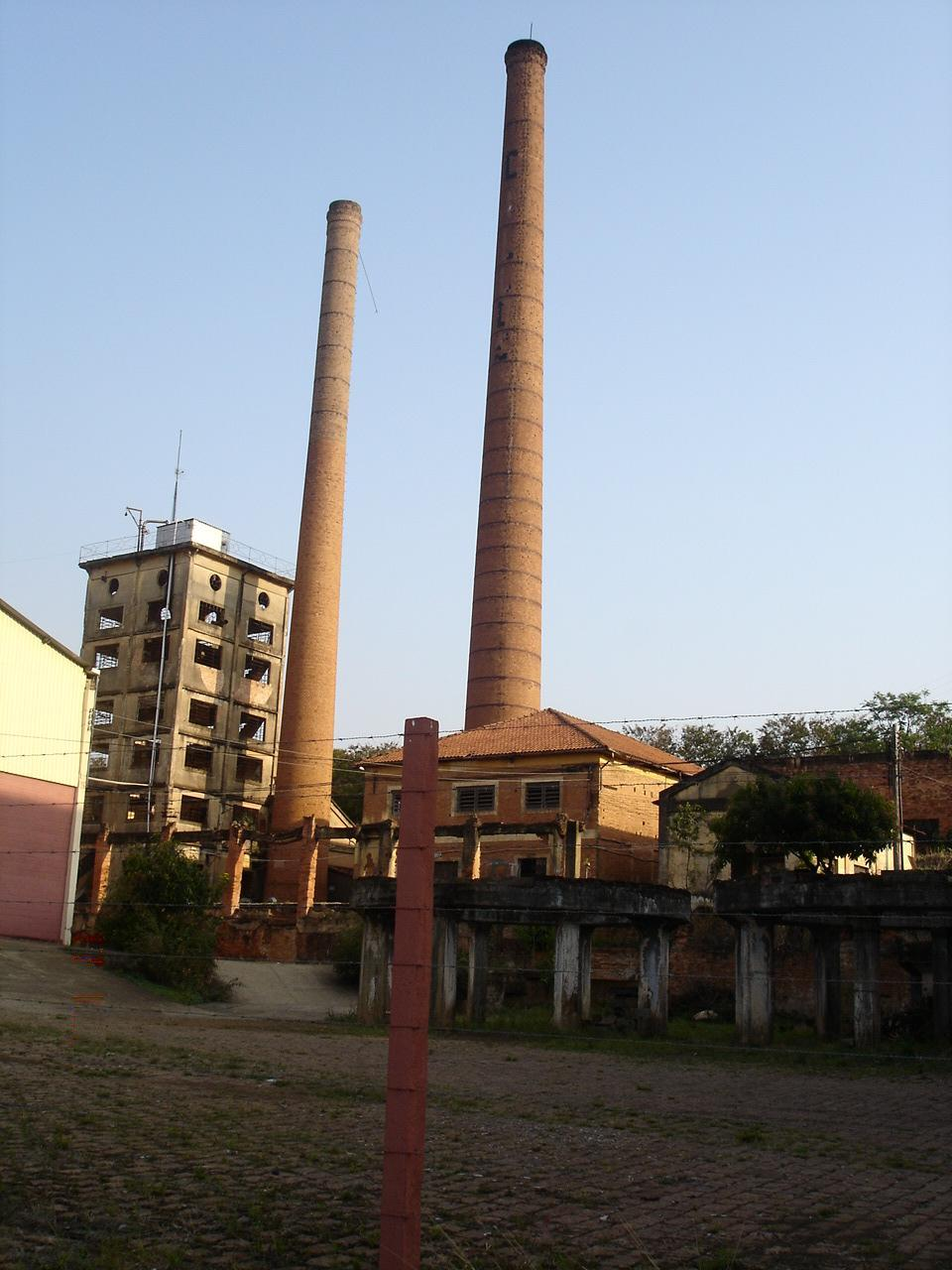
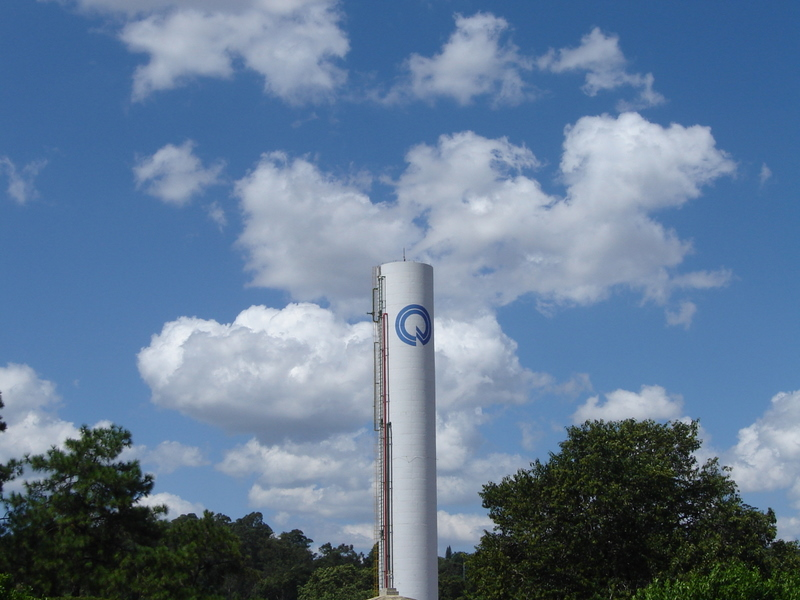
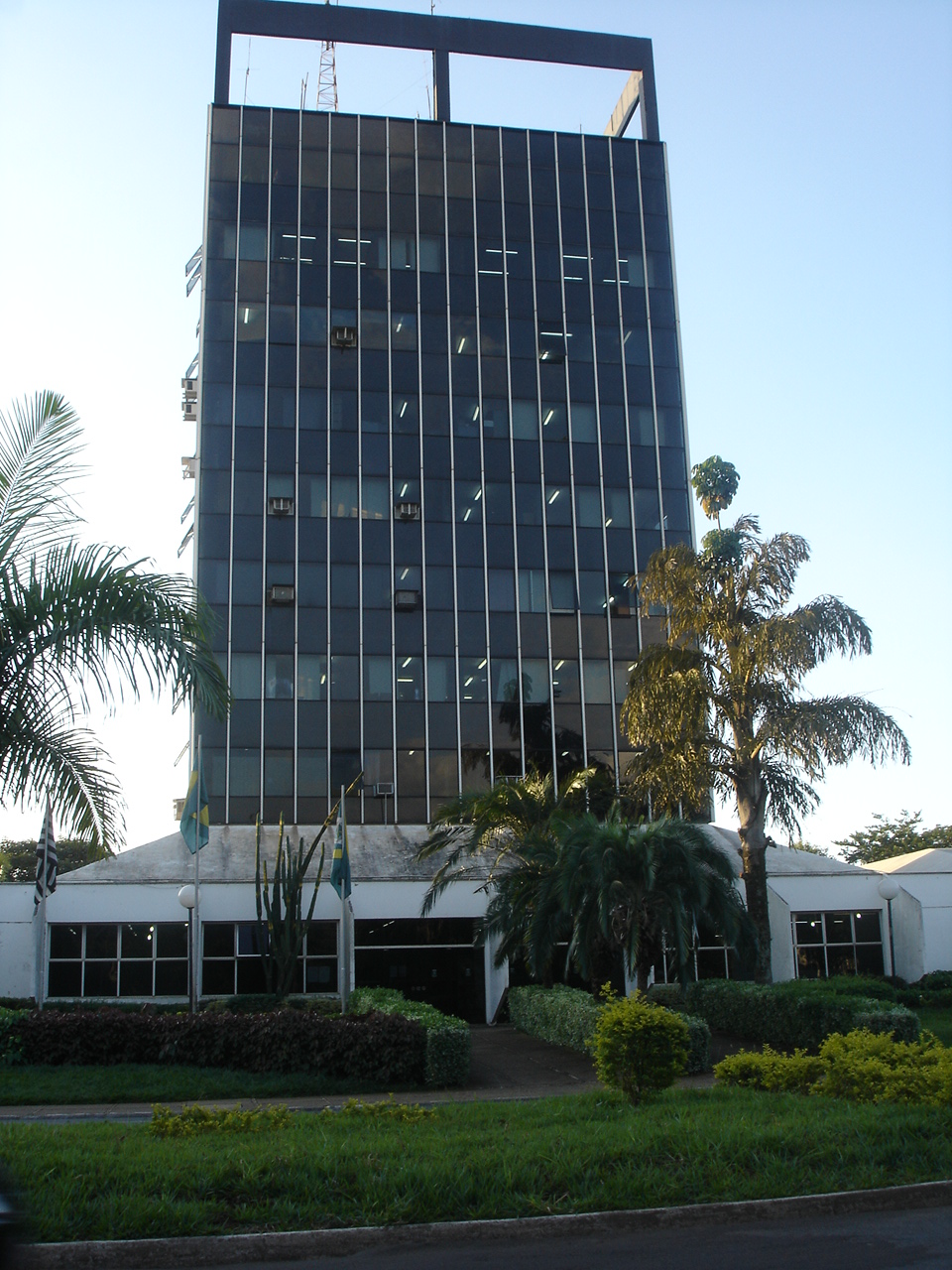
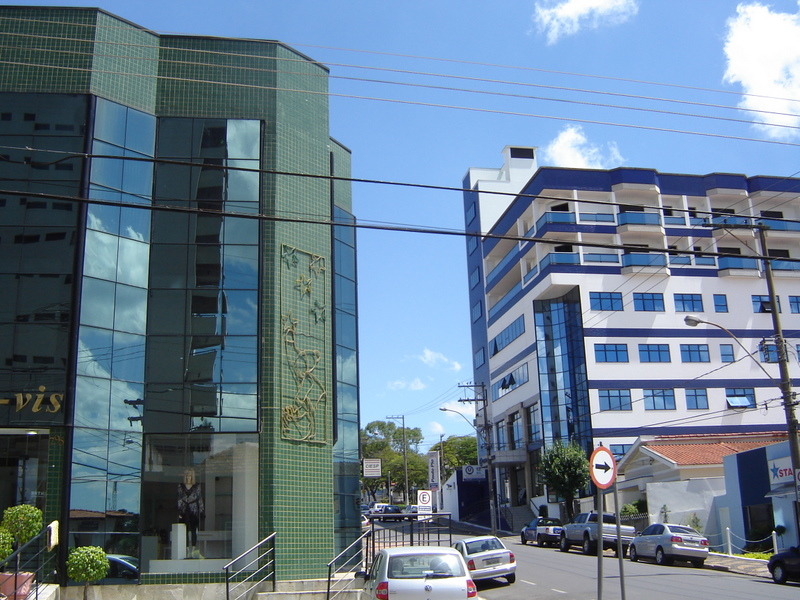
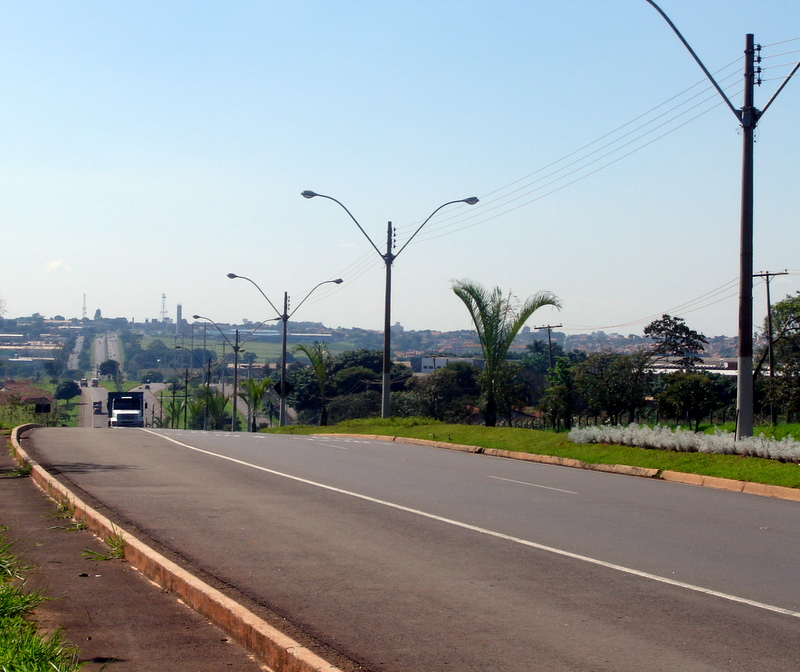
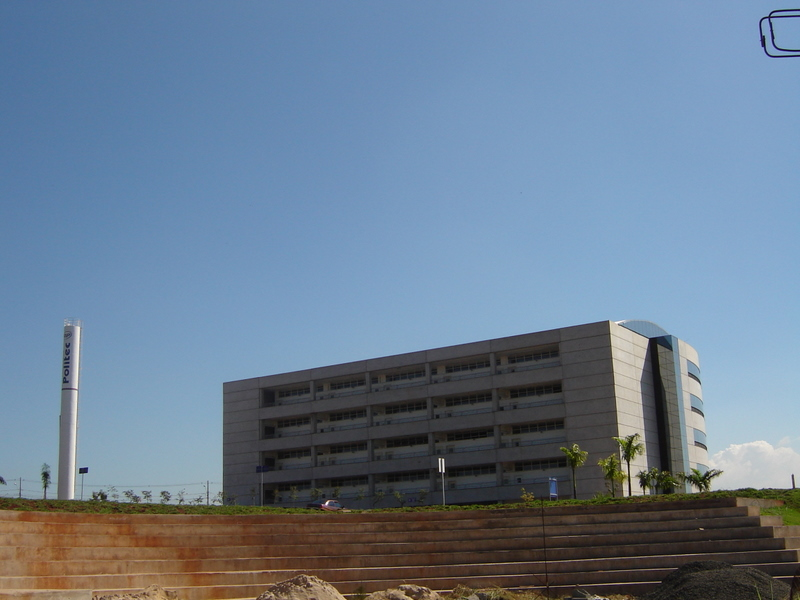
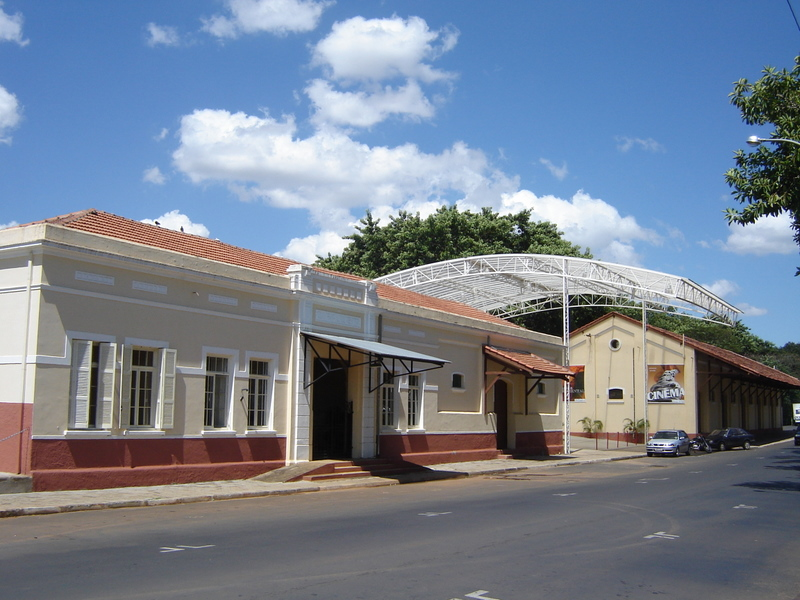
Вокзал
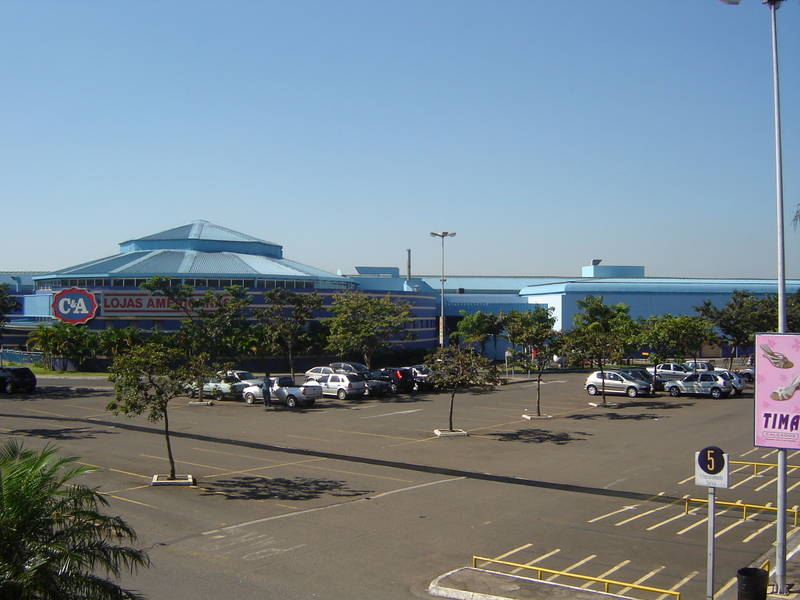